# Naram-Sin
Naram-Sin regerede fra ca. 2254 – 2218 f.Kr. Han var Sargon I's barnebarn, og også en af de mest kendte konger i Mesopotamiens historie. Han var den første konge der gjorde krav på guddommelig status i sin egen levetid.
- Wikimedia Commons har flere filer relateret til Naram-Sin